# Aspidistra khangii
Aspidistra khangii (tên tiếng Việt: Tỏi đá Khang) là một loài tỏi đá thuộc chi Aspidistra. Loài này được tìm thấy tại phía đông của làng Paosamphanmixay, thuộc Khu bảo tồn đa dạng sinh học quốc gia Dong Ampham, Lào và đặt tên theo nhà thực vật học Việt Nam Nguyễn Sinh Khang.

## Phân bố
Tỏi đá Khang là loài đặc hữu của Lào, phân bố chủ yếu ở phía đông-nam nước này nhưng vẫn có thể được tìm thấy ở vùng núi miền trung Việt Nam, dọc theo biên giới Lào–Việt Nam.

## Sinh thái
A. khangii sinh sống ở các khu rừng thường xanh hoặc các ngọn núi phiến sét, nơi râm mát, ở độ cao 850-950 mét so với mực nước biển. Chúng ra hoa từ tháng 11 đến tháng 1.